# Brazil International 2010
Die Brazil International 2010 (auch São Paulo International 2010 genannt) im Badminton fanden vom 7. bis zum 10. Oktober 2010 in São Paulo statt.

## Sieger und Platzierte
| Disziplin    | Gold                                        | Silber                     | Bronze                              |
| ------------ | ------------------------------------------- | -------------------------- | ----------------------------------- |
| Herreneinzel | Hock Lai Lee                                | Kevin Cordón               | Arief Gifar Ramadhan                |
| Herreneinzel | Hock Lai Lee                                | Kevin Cordón               | Pedro Martins                       |
| Dameneinzel  | Ana Rovita                                  | Nicole Grether             | Telma Santos                        |
| Dameneinzel  | Ana Rovita                                  | Nicole Grether             | Rena Wang                           |
| Herrendoppel | Didit Juang Indrianto Sieko Wahyu Kusdianto | Adrian Liu Derrick Ng      | Kevin Cordón Rodolfo Ramírez        |
| Herrendoppel | Didit Juang Indrianto Sieko Wahyu Kusdianto | Adrian Liu Derrick Ng      | Antonio de Vinatea Martín del Valle |
| Damendoppel  | Eva Lee Paula Obanana                       | Iris Wang Rena Wang        | Nicole Grether Charmaine Reid       |
| Damendoppel  | Eva Lee Paula Obanana                       | Iris Wang Rena Wang        | Florence Lavoie Valérie St. Jacques |
| Mixed        | Halim Haryanto Eva Lee                      | Hock Lai Lee Priscilla Lun | Philippe Charron Florence Lavoie    |
| Mixed        | Halim Haryanto Eva Lee                      | Hock Lai Lee Priscilla Lun | Nicholas Jinadasa Paula Obanana     |